# トリアシルグリセロールリパーゼ
トリアシルグリセロールリパーゼ(Triacylglycerol lipase、EC 3.1.1.3)は、トリアシルグリセロールリパーゼという系統名を持つ酵素である。
以下の化学反応を加水分解する。
トリアシルグリセロール + 水{\displaystyle \rightleftharpoons }ジアシルグリセロール + カルボン酸塩
膵臓の酵素は、エステルと水の界面でしか働かない。